# Maison (41 rue du Grand-Marché, Tours)
La maison 41 rue du Grand-Marché est une ancienne maison particulière à pans de bois dans la ville de Tours, dans le département français d'Indre-et-Loire.
Construite au XVe siècle, ses façades et sa toiture sont inscrites comme monuments historiques en 1946.

## Localisation
La maison est située dans l'ouest du Vieux-Tours, du côté nord de la rue du Grand-Marché. Celle-ci, reprenant le tracé d'une voie antique, est jusqu'au XVIIIe siècle la principale rue de Tours, reliant dans partie centrale les quartiers proches de la basilique Saint-Martin au secteur de la cathédrale Saint-Gatien.

## Histoire
La maison est construite au XVIe siècle mais elle est légèrement modifiée au XVIIIe siècle par l'ajout de balcons en fer forgé.
Les façades sur rues et la toiture sont inscrites comme monument historique par arrêté du 7 septembre 1946.

## Description
La maison se compose de deux étages en encorbellement et d'un comble au-dessus du rez-de-chaussée. Les poteaux corniers possèdent des consoles dont les sculptures ont disparu. La façade sud sur la rue du Grand-Marché possède un essentage intégral d'ardoises et ses fenêtres sont pourvues de balcons en fer forgé. Sur la façade ouest, rue Eugène-Sue, seuls les pans de bois sont protégés par des ardoises.

## Pour en savoir plus